# Model d'histèresi de Preisach
En electromagnetisme, el model d'histèresi de Preisach és un model d'histèresi magnètica. Originalment, va generalitzar la histèresi com la relació entre el camp magnètic i la magnetització d'un material magnètic com la connexió paral·lela d' histerons de relé independents. Va ser suggerit per primera vegada l'any 1935 per Ferenc (Franz) Preisach a la revista acadèmica alemanya Zeitschrift für Physik. En el camp del ferromagnetisme, de vegades es pensa que el model de Preisach descriu un material ferromagnètic com una xarxa de petits dominis d'acció independent, cadascun magnetitzat a un valor de qualsevol de les dues. {\displaystyle h} o {\displaystyle -h}. Una mostra de ferro, per exemple, pot tenir dominis magnètics uniformement distribuïts, donant lloc a un moment magnètic net de zero.
Sembla que models matemàticament similars s'han desenvolupat de manera independent en altres camps de la ciència i l'enginyeria. Un exemple notable és el model d'histèresi capil·lar en materials porosos desenvolupat per Everett i col·laboradors. Des de llavors, seguint el treball de persones com M. Krasnoselkii, A. Pokrovskii, A. Visintin i ID Mayergoyz, el model s'ha acceptat àmpliament com una eina matemàtica general per a la descripció de fenòmens d'histèresi de diferents tipus.

## Relé no ideal
L'histèresi de relé és l'element bàsic del model Preisach. Es descriu com un operador de dos valors indicat per {\displaystyle R_{\alpha ,\beta }}.
Gràficament, si {\displaystyle x} és menys que {\displaystyle \alpha }, la sortida {\displaystyle y} és "baix" o "desactivat". A mesura que anem augmentant {\displaystyle x}, la sortida es manté baixa fins que {\displaystyle x} arriba {\displaystyle \beta } —en aquest moment la sortida s'encén. Incrementant encara més {\displaystyle x} no té cap canvi. Decreixent {\displaystyle x}, {\displaystyle y} no baixa fins que {\displaystyle x} arriba {\displaystyle \alpha } de nou. És evident que l'operador de relé {\displaystyle R_{\alpha ,\beta }} pren el camí d'un bucle i el seu estat següent depèn del seu estat passat.
Matemàticament, la sortida de {\displaystyle R_{\alpha ,\beta }} s'expressa com:
{\displaystyle y(x)={\begin{cases}1&{\mbox{ if }}x\geq \beta \\0&{\mbox{ if }}x\leq \alpha \\k&{\mbox{ if }}\alpha <x<\beta \end{cases}}}
On {\displaystyle k=0} si l'última vegada {\displaystyle x} estava fora dels límits {\displaystyle \alpha <x<\beta }, era a la regió de x <= α; i {\displaystyle k=1} si l'última vegada {\displaystyle x} estava fora dels límits {\displaystyle \alpha <x<\beta }, era a la regió de {\displaystyle x\geq \beta }.
Aquesta definició de l'histeron mostra que el valor actual {\displaystyle y} del bucle d'histèresi complet depèn de l'historial de la variable d'entrada {\displaystyle x}.

## Aplicacions
El model de Preisach s'ha aplicat al model d'histèresi en una gran varietat de camps, inclòs per estudiar els canvis irreversibles en la conductivitat hidràulica del sòl com a resultat de les condicions salines i sòdiques, el modelatge de la retenció d'aigua del sòl i l'efecte de l'estrès i les tensions sobre les estructures del sòl i les roques.